# 折尾東口停留場
折尾東口停留場（おりおひがしぐちていりゅうじょう）は、福岡県北九州市八幡西区に存在した、西日本鉄道北九州線の電停である。

## 歴史
- 2000年（平成12年）11月26日 - 路線廃止に伴い廃駅。[2]

## 駅構造
相対式ホーム2面2線を持つ地上駅である。踏切を挟んで西側が黒崎駅前方面、東側が折尾方面乗り場であった。

## 駅周辺
- 密集した住宅地。

## 隣の駅
西日本鉄道
北九州線
陣の原停留場 - 折尾東口停留場 - 折尾停留場